# Bernd Luz

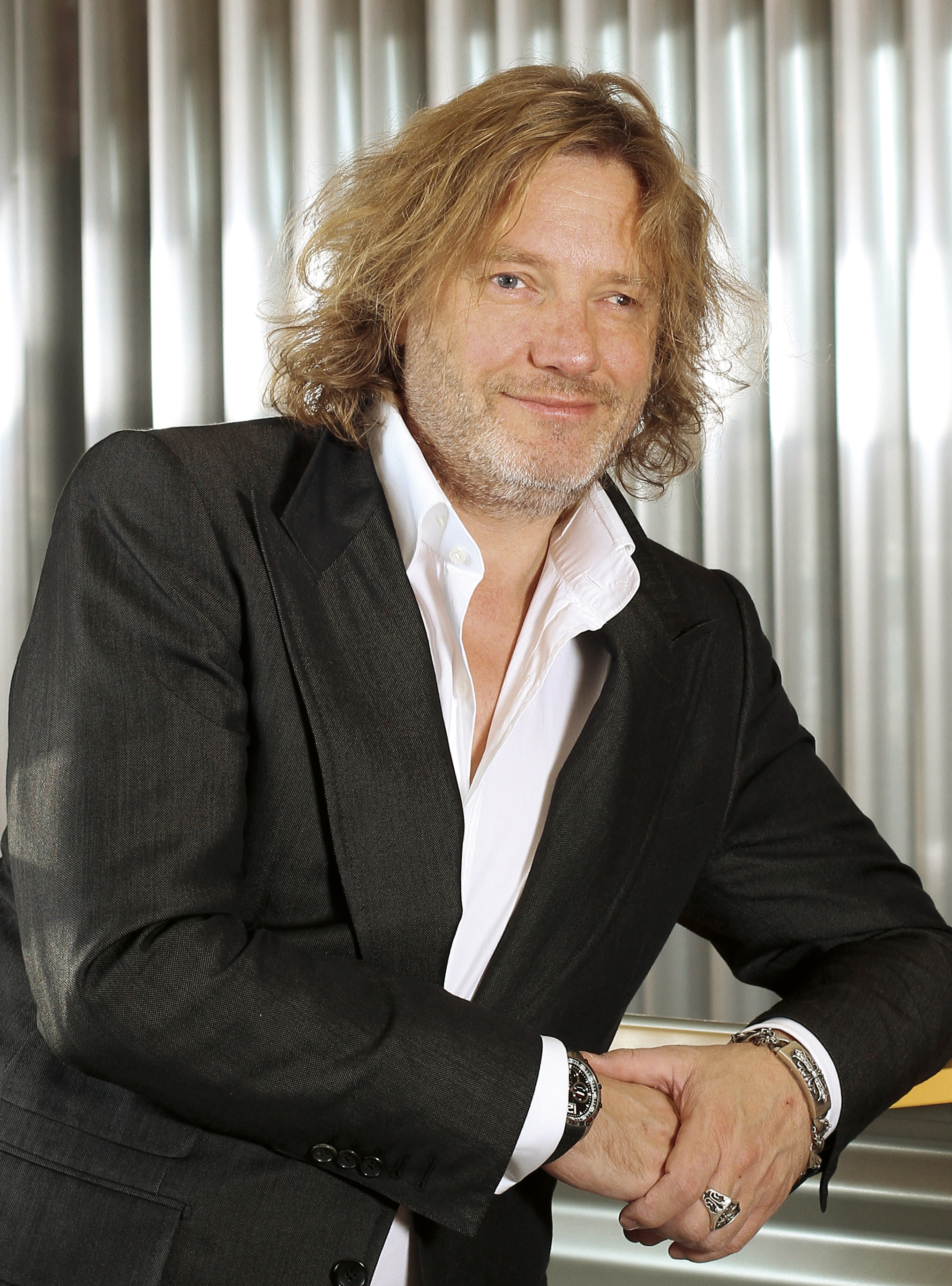
Bernd Luz 2014

Bernd Luz (* 20. Mai 1966 in Rottweil) ist ein zeitgenössischer deutscher Künstler und Kommunikationsdesigner.

## Leben
Seine künstlerische Tätigkeit begann Luz bereits in der Jugend. Dabei erzielte er zum Beispiel einen ersten Platz bei den Schweizer Jugendfilmtagen 1986. Luz studierte zunächst ein Jahr Fotodesign auf einer privaten Kunstschule in Ravensburg und absolvierte eine Ausbildung zum Industriemechaniker, Fachrichtung Chirurgie. Er schloss das Kunststudium in Kommunikationsdesign an der FH Konstanz an und beendete dies 1993 als Diplomdesigner.
Anschließend machte er sich in Neuhausen ob Eck im Landkreis Tuttlingen selbständig und gründete das Designstudio revoLUZion. Ein zweites Studio betreibt er seit 2003 in Zürich, später in Schaffhausen, Schweiz. Einige seiner Signets und Gestaltungen sind in internationalen Designbüchern zu finden. Seit 2013 widmet er sich intensiv seiner selbst benannten Kunstrichtung AbstraktPop, bei der abstrakte Bilder und Popart kombiniert werden. 2021 wurde Luz in den Beirat des New York Auto Museum berufen.

## Werk

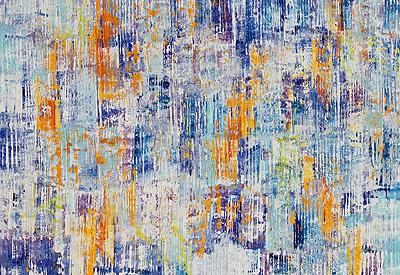
Abstraktes Werk in Acryltechnik auf Leinwand

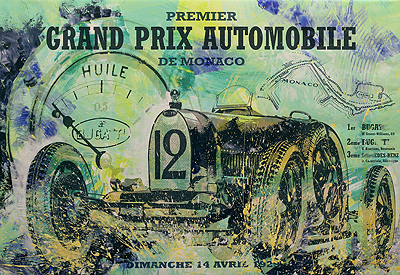
AbstraktPop-Werk im Mediamix auf Leinwand

Die Werke von Luz sind meist mit Bildzitaten gespickte Mediamix-Arbeiten, die sich verschiedenen Themenkomplexen widmen. Die Darstellung entspricht in der Isolierung und Neuordnung der Elemente dem Prinzip der Collage. Das Ausschnitthafte als Verweis auf komplexe Zusammenhänge wird so inszeniert, dass der Bildfläche ganze Geschichten zu entnehmen sind. „Ich setze um, was mich berührt“, wird Bernd Luz zitiert. Damit entzieht er sich der Einordnung in festgelegte Kategorien.
In einer neueren Facette im Werk des Künstlers wird die Farbe, die im Mediamix Begleitung war, hier zum Hauptdarsteller. Unter Verzicht auf jede gegenständliche Anspielung und Figur überlässt Luz sich und die Bildfläche ganz und gar dem Zusammenspiel von Farbe, Struktur und Licht. An die Stelle des fest ineinander verwobenen Motivgeflechts der Collagen tritt hier der reine illusionistische Farbraum, meist von einer tonangebenden Farbe dominiert. Die Vorgehensweise ist dabei nicht konzeptuell, sondern stimmungsgelenkt. Statt ein entzifferbares Abbild der Wirklichkeit zu entwerfen, wird die Wirklichkeit des Bildes malend reflektiert.
Ein Schwerpunkt seiner Kunst liegt in der Integration und Umsetzung von Motiven aus der Automobilwelt. Die Kunstwerke haben einen Zeitbezug zu historischen Ereignissen und Fahrzeugen im automobilen Rennsport. Eine Reflexion der Vergangenheit mit dem Ausdruck und der Sicht aus heutiger Zeit. Die Werke sind in verschiedenen Automobilmuseen ausgestellt.

## Liste der wichtigsten Ausstellungen

### Einzelausstellungen
- Juni, Juli und Oktober 2013: Nationalmuseum von Kasachstan und Deutsches Generalkonsulat, Almaty, Kasachstan
- Oktober 2014: Deutsche Botschaft Astana, Kasachstan
- 25. Juni bis 9. Juli 2014: Has Sanat Gallery Astana, Kasachstan[6]
- 28. März 2014: Versteigerung zu Gunsten des Zentrums für Seltene Erkrankungen, Uniklinikum Tübingen
- April, Mai 2015: Ausstellung im Konzerthaus der Wiener Sängerknaben, Wien (MuTh)
- April bis November 2015: Ausstellung im MAC (Museum Art and Cars) in Singen (Hohentwiel) parallel zu Warhol Cars.[7]
- September, Oktober 2015: Museum Boxenstop in Tübingen
- 2016: Museum Oberes Donautal, Vorderes Schloss, Mühlheim an der Donau
- 29. März bis 13. August 2017: Bernd Luz – Legends, Automuseum Volkswagen Wolfsburg[8]
- Mai – Sep. 2018: Fußball-WM-Legenden, St. Petersburg, Russland
- Juni 2018: Europäische Künstler im Katharinenpalast (Bernsteinzimmer), St. Petersburg, Russland
- August 2018: Museo Ferrari Maranello, Ferrari-Legenden, Italien[9]
- 2018 bis 2024: 125 Jahre VfB Stuttgart, Mercedes-Benz-Arena, Stuttgart
- 2019: 110 Jahre Bugatti in Molsheim, Frankreich
- 2020: Aviation Art im Dornier Museum, Friedrichshafen
- 2020 und 2021: Aviation History open Air Exhibition, MOTORWORLD Köln[10]
- 2022: Automechanika, Frankfurt[11]
- 2022 bis 2023: AutomotiveArt Ausstellungsserie in Taiwan u. a. in Taipei und Kaohsiung

### Dauerausstellungen
- seit Juni 2011: Nationalmuseum Cité de l’Automobile, Mulhouse, Frankreich
- seit Dezember 2014: Motorworld Region Stuttgart, Böblingen[12]
- seit 2014: Dauerausstellung am Nürburgring
- seit April 2014: Autosammlung Steim, Schwarzwald
- seit 2018: Michael Schumacher Hommage, Motorworld, Köln[10]
- seit 2018: Museum Mille Miglia, Brescia, Italien
- seit 2018: Hockenheimring, Motodrom
- seit 2017: Deutsches Zweirad- und NSU-Museum, Neckarsulm[13]
- seit 2020: Flugwelt Altenburg Nobitz (AviationArt)[14]
- seit 2021: FFA Museum Altenrhein, Schweiz (Aviation History)
- seit 2021: Deutsche Raumfahrtausstellung Morgenröthe-Rautenkranz, Sachsen

## Galerie

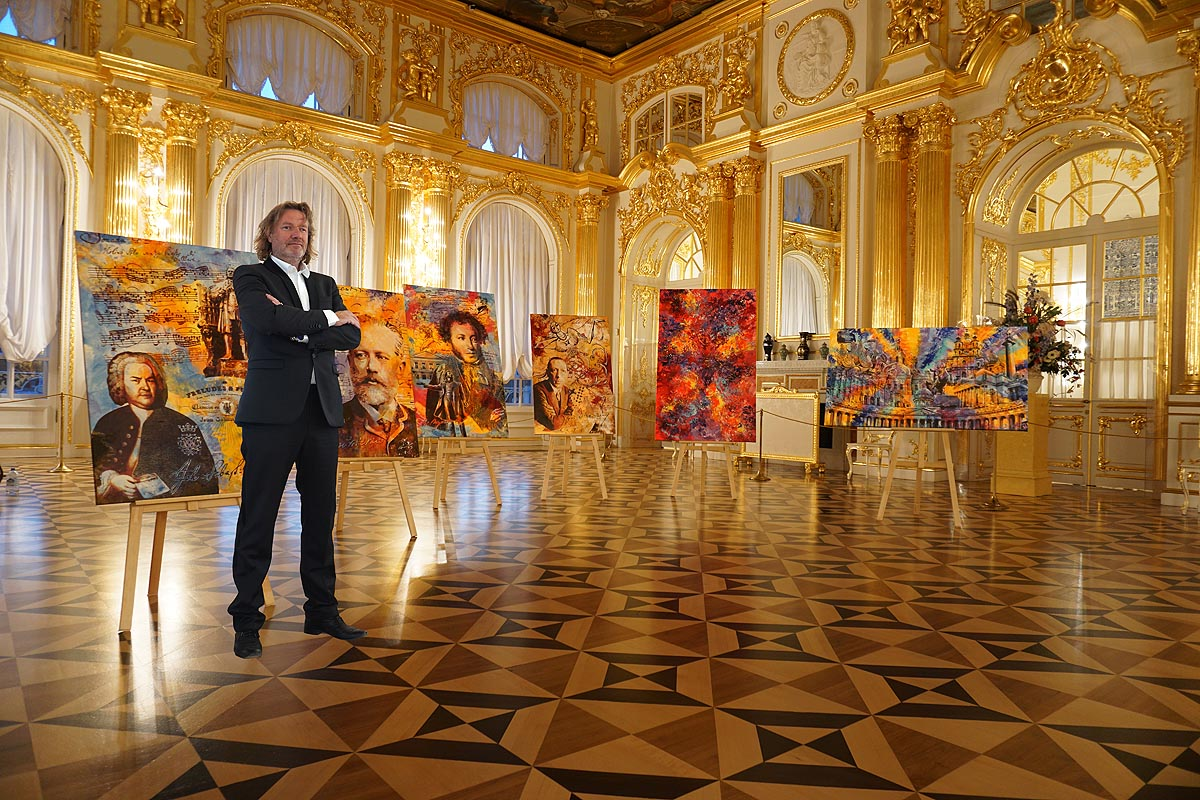
Ausstellung im Katharinenpalast
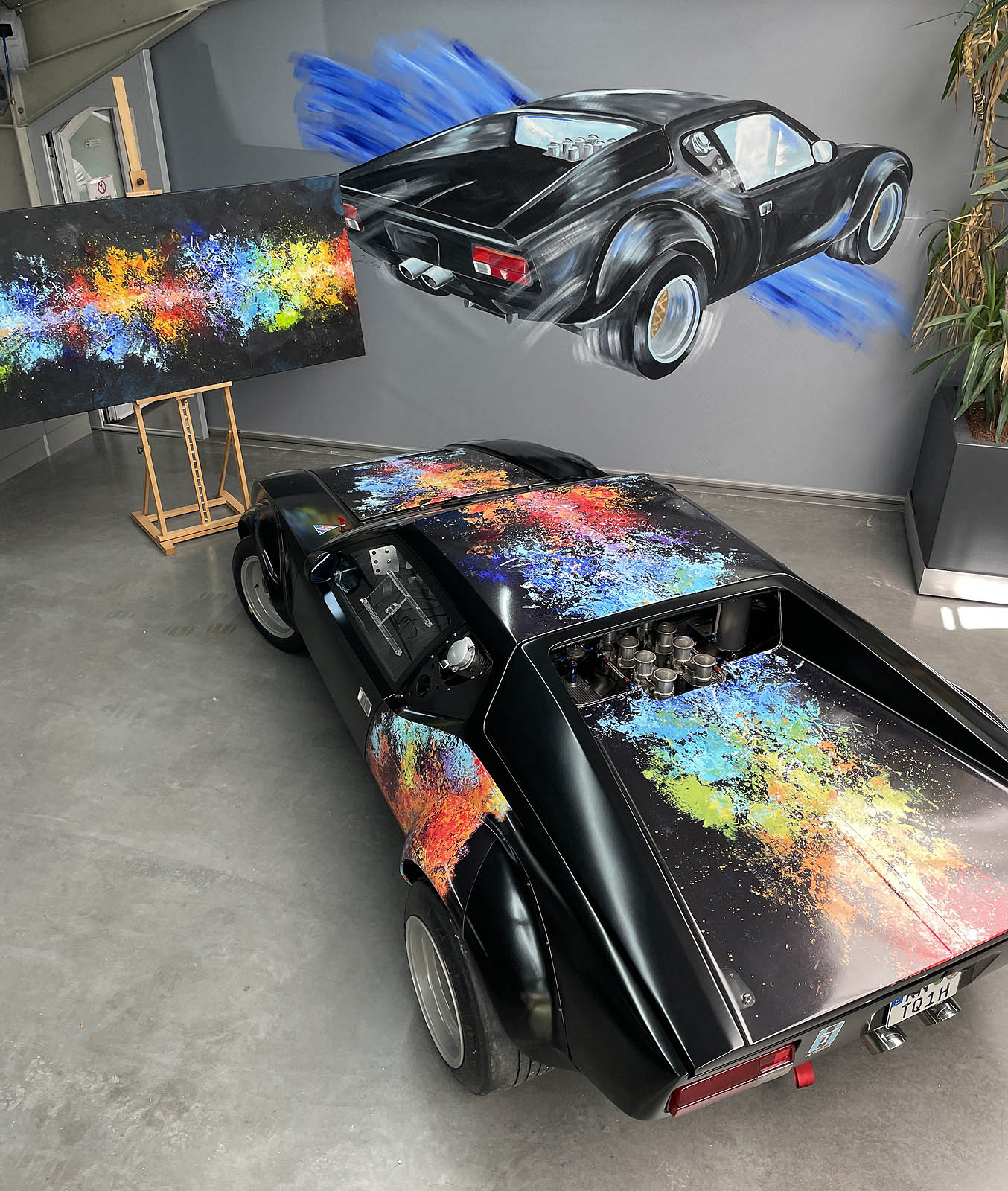
ArtCar DeTomaso
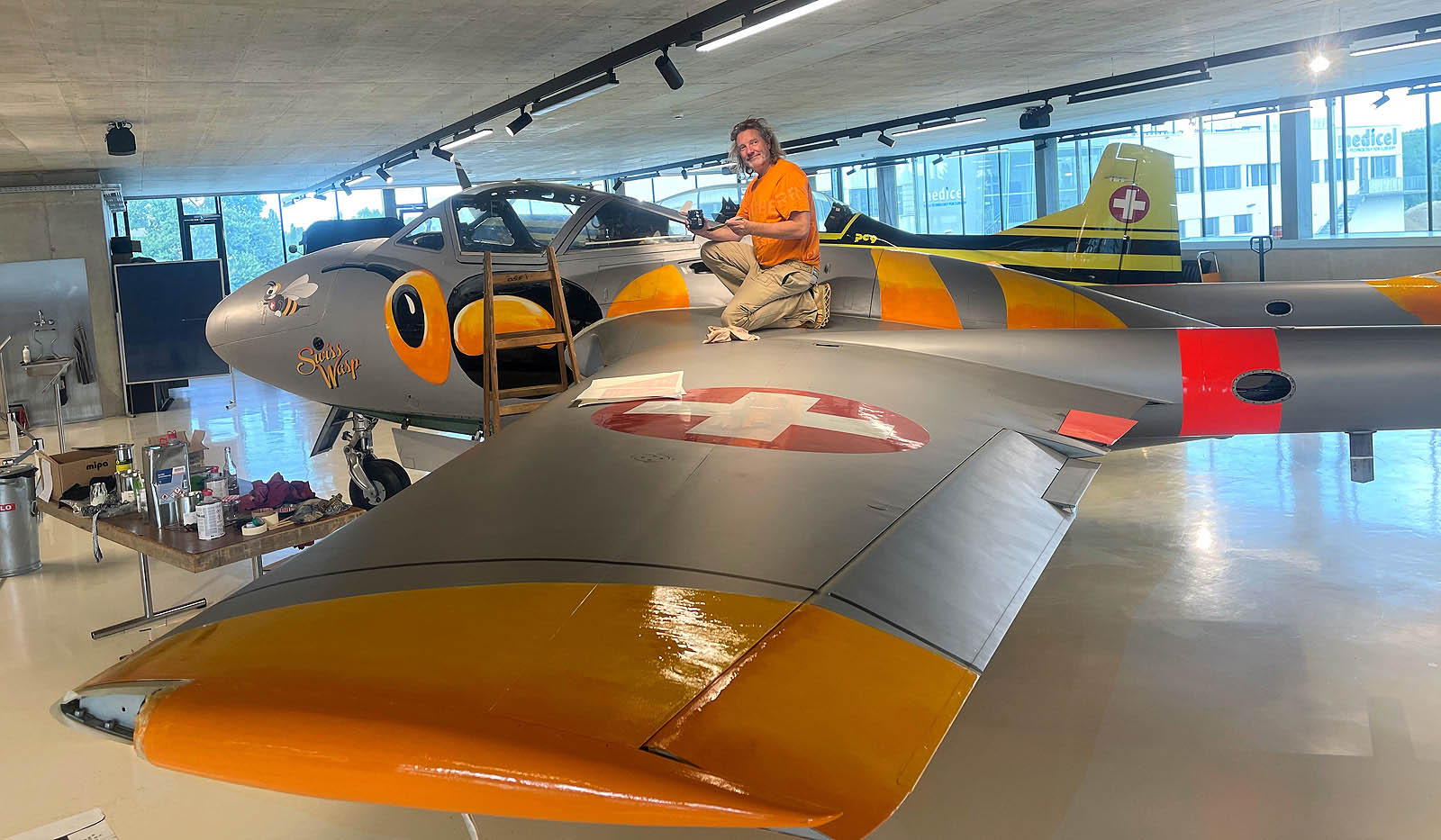
ArtJet, FFA Museum Schweiz
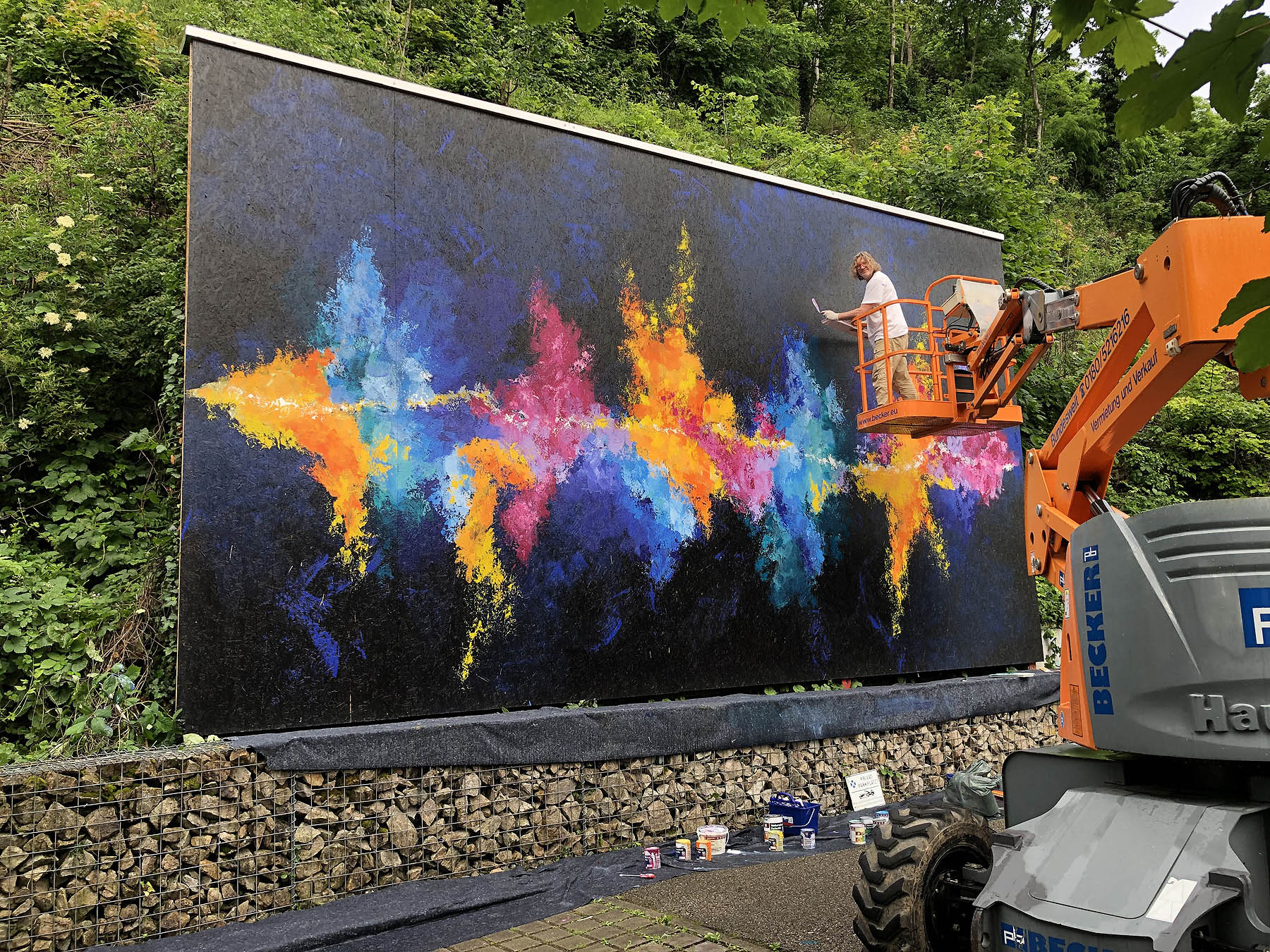
Streetart 2024
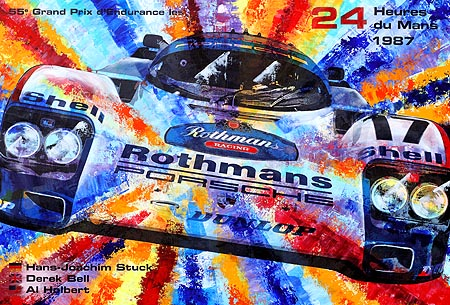
Porsche 962C 1987